# 徳山村立徳山小学校門入分校
徳山村立徳山小学校門入分校（とくやまそんりつ　とくやましょうがっこう　かどにゅうぶんこう）は、かつて岐阜県揖斐郡徳山村字門入（現・揖斐川町）に存在した公立小学校の分校。

## 概要
- 徳山小学校の分校であり、徳山村字門入の児童が通学していた。門入集落は揖斐川支流（西谷）沿いの集落であり、最上流部に位置していた。
- 門入集落は徳山ダムのダム湖に水没することはなかったが、交通が途絶して[注釈 3]「生活共同体としての社会的、経済的な機能を喪失」することになり、他の集落同様に全住民が移転した。それに伴い廃校となった[注釈 4]。

## 沿革
- 1873年（明治6年） - 門入村に伝芳舎第三支校として門入舎が開校。
- 1875年（明治8年）6月 - 門入村が川上村に編入される。
- 1881年（明治14年） - 統合により徳山学校門入分教場となる。
- 1884年（明治17年）6月 - 川上村から門入村が分村する。
- 1881年（明治14年） - 統合により徳山学校門入分教場となる。
- 1886年（明治19年） - 徳山簡易科小学校門入分教場に改称する。
- 1889年（明治22年）7月1日 - 徳山村、山手村、櫨原村、塚村、開田村、戸入村、門入村が合併し、徳山村が発足。
- 1901年（明治34年） - 徳山尋常小学校門入分教場に改称する。
- 1919年（大正8年） - 徳山尋常高等小学校門入分教場に改称する。
- 1941年（昭和16年）4月1日 - 徳山国民学校門入分教場に改称する。
- 1947年（昭和22年）4月1日 - 徳山村立徳山小学校門入分校に改称する。門入集落の中学生は徳山小学校戸入分校に併設の徳山中学校西谷分校[注釈 5]へ通学する。
- 1987年（昭和62年）3月31日 - 廃校。